# Cebidichthys
Cebidichthys is een monotypisch geslacht van straalvinnige vissen uit de familie van stekelruggen (Stichaeidae).

## Soort
- Cebidichthys violaceus (Girard, 1854)